# 刘文清
刘文清（1954年1月9日—），男，安徽蚌埠人，籍贯江苏徐州，中国环境监测技术专家，中国工程院院士。现任中国科学院安徽光学精密机械研究所所长，研究员，安徽省人民政府参事。

## 生平
1978年毕业于中国科学技术大学物理系，1989年获得安徽光机所硕士，1995年获希腊克里特大学健康科学学院博士学位。1978年至今一直在安徽光机所工作，历任助研、副研、研究员、博导，研究室副主任、主任，副所长、所长。其中1987年担任意大利米兰工业大学访问学者，1996年任日本千叶大学博士后。2000年5月加入中国民主促进会。2013年当选中国工程院院士。

## 学术贡献
已获发明专利授权25项，软件著作权登记55项，发表120篇SCI论文。培养35名博士生，25名硕士生。

## 奖项和荣誉
- 2006年、2008年、2010年获安徽省科学技术奖一等奖
- 2007年、2011年获国家科学技术进步奖二等奖
- 2007年获安徽省劳动模范
- 2010年获全国优秀科技工作者，“十一五”国家863资源环境领域专家
- 2011年任国家重大科学仪器设备开发专项负责人
- 2011年获国家环境保护科学技术奖一等奖[1]